# Districte de Bordeus
El Districte de Bordeus és un districte francès del departament de la Gironda, a la regió de la Nova Aquitània. Està format per 25 cantons i 82 municipis. El cap del districte és Bordeus.

## Cantons
- cantó de Begla
- cantó de Blancahòrt
- cantó de Bordeus-1
- cantó de Bordeus-2
- cantó de Bordeus-3
- cantó de Bordeus-4
- cantó de Bordeus-5
- cantó de Bordeus-6
- cantó de Bordeus-7
- cantó de Bordeus-8
- cantó de Lo Boscat
- cantó de La Breda
- cantó de Carbon Blanc
- cantó de Senon
- cantó de Creon
- cantó de Hloirac
- cantó de Gradinhan
- cantó de Larmont
- cantó de Merinhac-1
- cantó de Merinhac-2
- cantó de Peçac-1
- cantó de Peçac-2
- cantó de Sent Medard de Jalas
- cantó de Talença
- cantó de Vilanava d'Ornon